# Henry Laurence Gantt

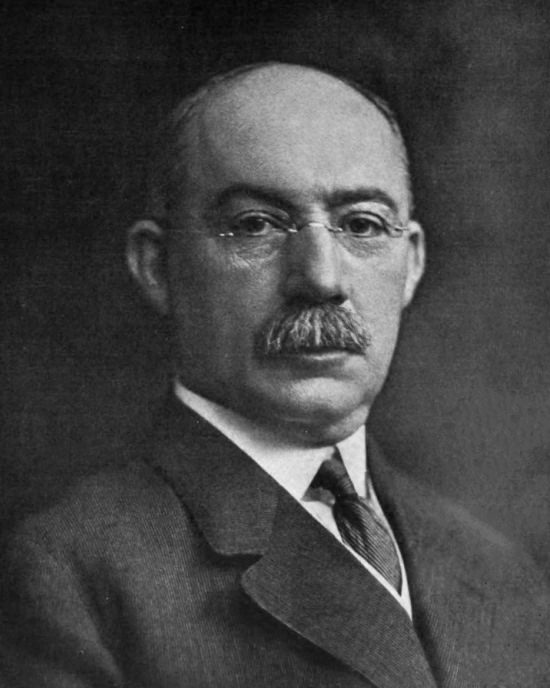
Henry Gantt (1916)

Henry Laurence Gantt (* 20. Mai 1861 im Calvert County, Maryland; † 23. November 1919 in Montclair, New Jersey) war ein US-amerikanischer Maschinenbauingenieur und Unternehmensberater. Er absolvierte die McDonogh School und das Johns Hopkins College und arbeitete zunächst als Lehrer und Konstrukteur.
Gantts Eltern waren Virgil Gantt und Mary Jane Steuart. Der Vater Virgil Gantt war ursprünglich Plantagenbesitzer und betrieb nach dem Bürgerkrieg ein Boarding-House. Henry Gantt heiratete im Jahre 1899 Mary Eliza Snow.
Von 1887 bis 1893 arbeitete Gantt mit Frederick Winslow Taylor zusammen und gilt als einer der Mitbegründer des Scientific Management. 1910 entwickelte er das Gantt-Diagramm, das unter anderem im Projektmanagement zur Darstellung des Projektstatus sowie in der Maschinenbelegungs- und Auftragsfolgeplanung verwendet wird.

## Werke
- Gantt, Henry L., A graphical daily balance in manufacture, Transactions of the American Society of Mechanical Engineers, Volume XXIV, pages 1322–1336, 1903.
- Gantt, Henry L., Work, wages, and profits; their influence on the cost of living The Engineering Magazine, New York. (1910) Reprinted by Hive Publishing Company, Easton, Maryland, 1973.
- Gantt, Henry L., Industrial leadership. Yale University Press (1916)
- Gantt, Henry L., Organizing for Work, Harcourt, Brace, and Howe, New York, 1919.  Reprinted by Hive Publishing Company, Easton, Maryland, 1973.